# تورکگزو

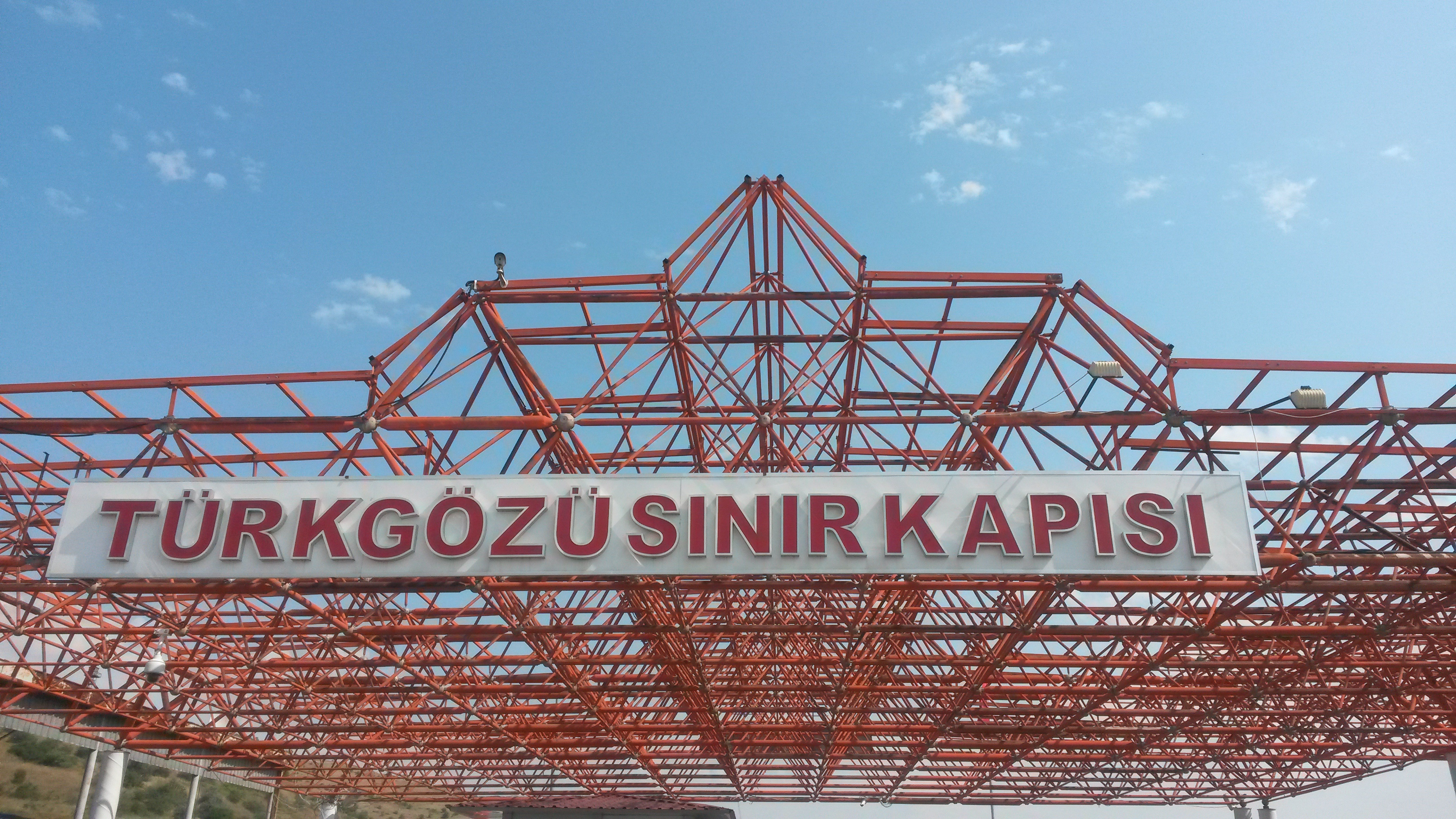
تورکگزو

ترک‌گزو (به لاتین: Türkgözü) یک منطقهٔ مسکونی در ترکیه است که در Posof واقع شده‌است.

## خصوصیات
ترک‌گزو ۳۸۸ نفر جمعیت دارد و ۱٬۲۶۰ متر بالاتر از سطح دریا واقع شده‌است.